# Alphachrysovirus
Genre
Espèces de rang inférieur
- espèce-type : Penicillium chrysogenum virus

Alphachrysovirus est un genre de virus de la famille des Chrysoviridae, qui comprend 17 espèces acceptées par l'ICTV, dont l'espèce-type, Penicillium chrysogenum virus (virus du Penicillium chrysogenum). 
Ce sont des virus à ARN à double brin, linéaire, classés dans le groupe III de la classification Baltimore.
Le genre Alphachrysovirus est issu de la réorganisation en 2018 de la classification au sein de la famille des Chrysoviridae qui contenait un seul genre, Chrysovirus (9 espèces), de manière à créer deux nouveaux genres, censés constituer des clades monophylétiques, et à intégrer de nouvelles espèces non classées. Le genre Chrysovirus est renommé en Alphachrysovirus et reçoit huit espèces supplémentaires, et le genre Betachrysovirus reçoit également huit nouvelles espèces.
Ces virus infectent des champignons (mycovirus, 13 espèces) et des plantes (phytovirus, 4 espèces).
Le génome est multipartite, divisé en trois ou quatre segments selon les espèces. Chaque segment d'ARN est encapsidé séparément.
Les virions, non enveloppés, sont constitués d'une capside sphérique à symétrie icosaédrique du type pseudo-T=2.

## Liste des non-classés et espèces
Selon NCBI (8 février 2021) :
- Amasya cherry disease associated chrysovirus
- Anthurium mosaic-associated chrysovirus
- Aspergillus fumigatus chrysovirus
- Brassica campestris chrysovirus
- Colletotrichum gloeosporioides chrysovirus
- Cryphonectria nitschkei chrysovirus 1
- Fusarium oxysporum chrysovirus 1
- Helminthosporium victoriae virus 145S
- Isaria javanica chrysovirus
- Macrophomina phaseolina chrysovirus
- Penicillium brevicompactum virus
- Penicillium chrysogenum virus
- Penicillium cyaneofulvum virus
- Persea americana chrysovirus
- Raphanus sativus chrysovirus
- Shuangao insect-associated chrysovirus
- Verticillium dahliae chrysovirus 1
- non-classés
  - Chrysothrix chrysovirus 1
  - Lepraria chrysovirus 1